# Перхино (деревня, Архангельская область)
Перхино — деревня в Коношском районе Архангельской области. Входит в состав Ерцевского сельского поселения.

## География
Находится в юго-западной части Архангельской области на расстоянии приблизительно 13 км на юго-запад по прямой от административного центра района поселка Коноша.

## История
В 1859 году здесь (деревня Кадниковского уезда Вологодской губернии) было учтено 12 дворов.

## Население
Численность населения: 59 человек (1859 год), 0 как в 2002 году, так и в 2010.